# Towarzystwo Gimnastyczne „Sokół” w Czeladzi

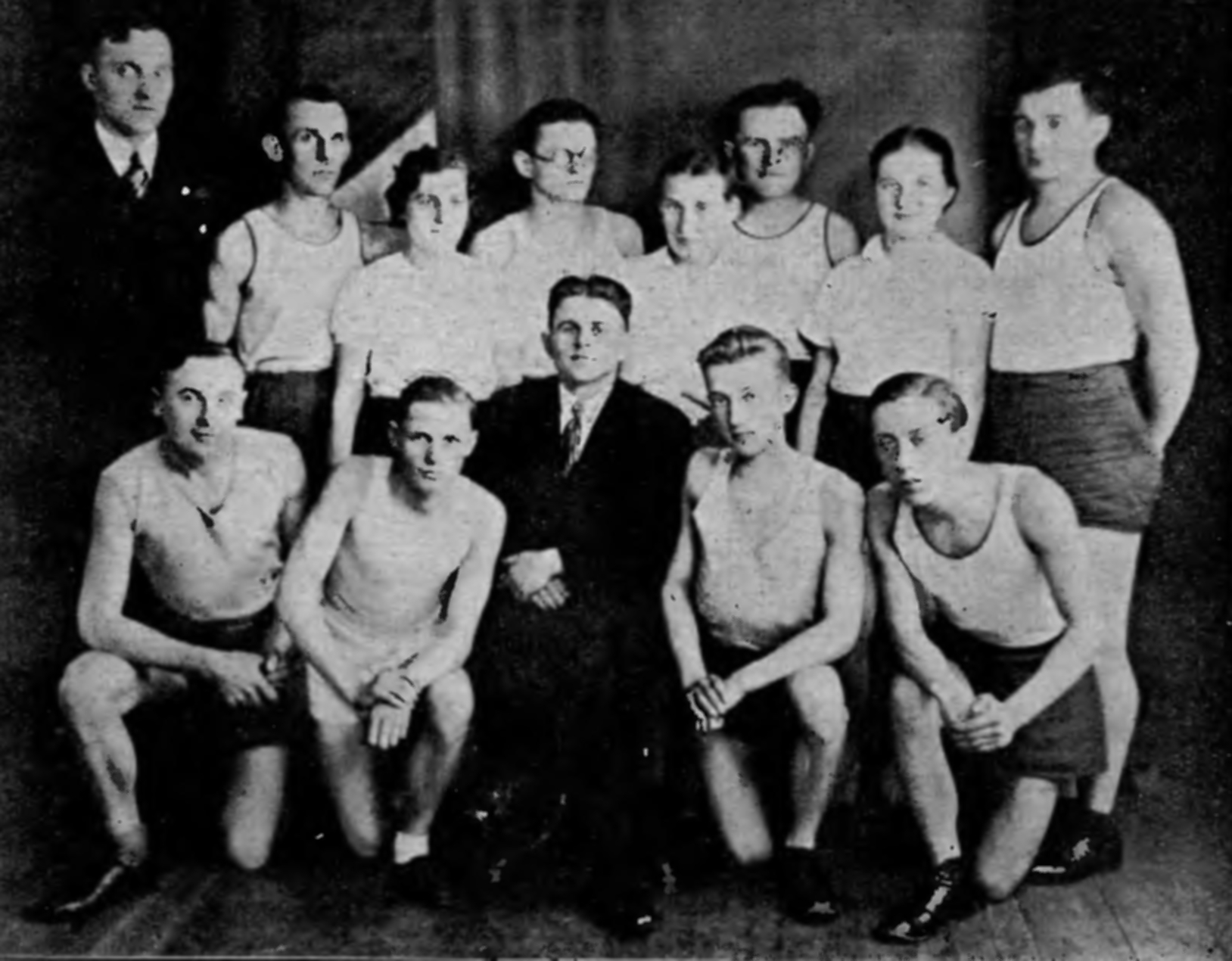
Sekcja lekkoatletyczna TG Sokół w Czeladzi rok 1936.

Towarzystwo Gimnastyczne „Sokół” w Czeladzi – powstało oficjalnie w 1906 roku w Czeladzi, jako jedno z pierwszych w Zagłębiu Dąbrowskim gniazd Polskiego Towarzystwa Gimnastycznego „Sokół”.

## Historia
W latach 1815–1915 Czeladź należała do Królestwa Polskiego znajdującego się w granicach Imperium Rosyjskiego. W latach 1867–1914 miasto leżało w zaborze rosyjskim, w granicach powiatu będzińskiego w guberni piotrkowskiej. Początki gniazda w Czeladzi sięgają 1905 roku, kiedy tworzyły się pierwsze gniazda sokolskie w Zagłębiu Dąbrowskim oraz na sąsiadujących z nim terenach. W latach 1905–1907 w regionie tym czeladzkie gniazdo było jednym z pierwszych piętnastu nowo powstałych gniazd sokolich. Siedzibą polskiego ruchu gimnastycznego w całym Królestwie Polskim był w tym rejonie Sosnowiec.

### Okres zaborów

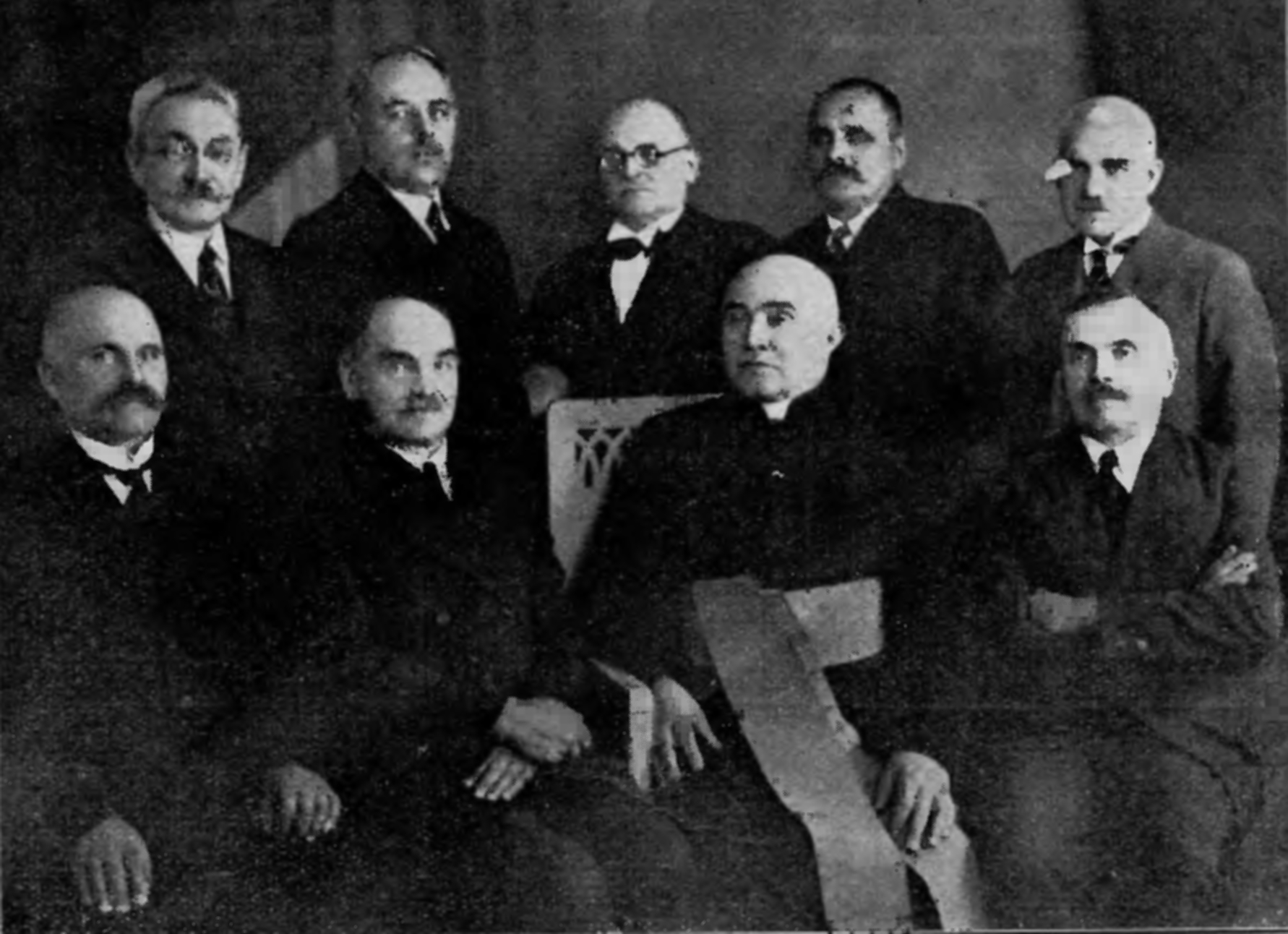
Założyciele i pierwszy zarząd TG Sokół w Czeladzi.

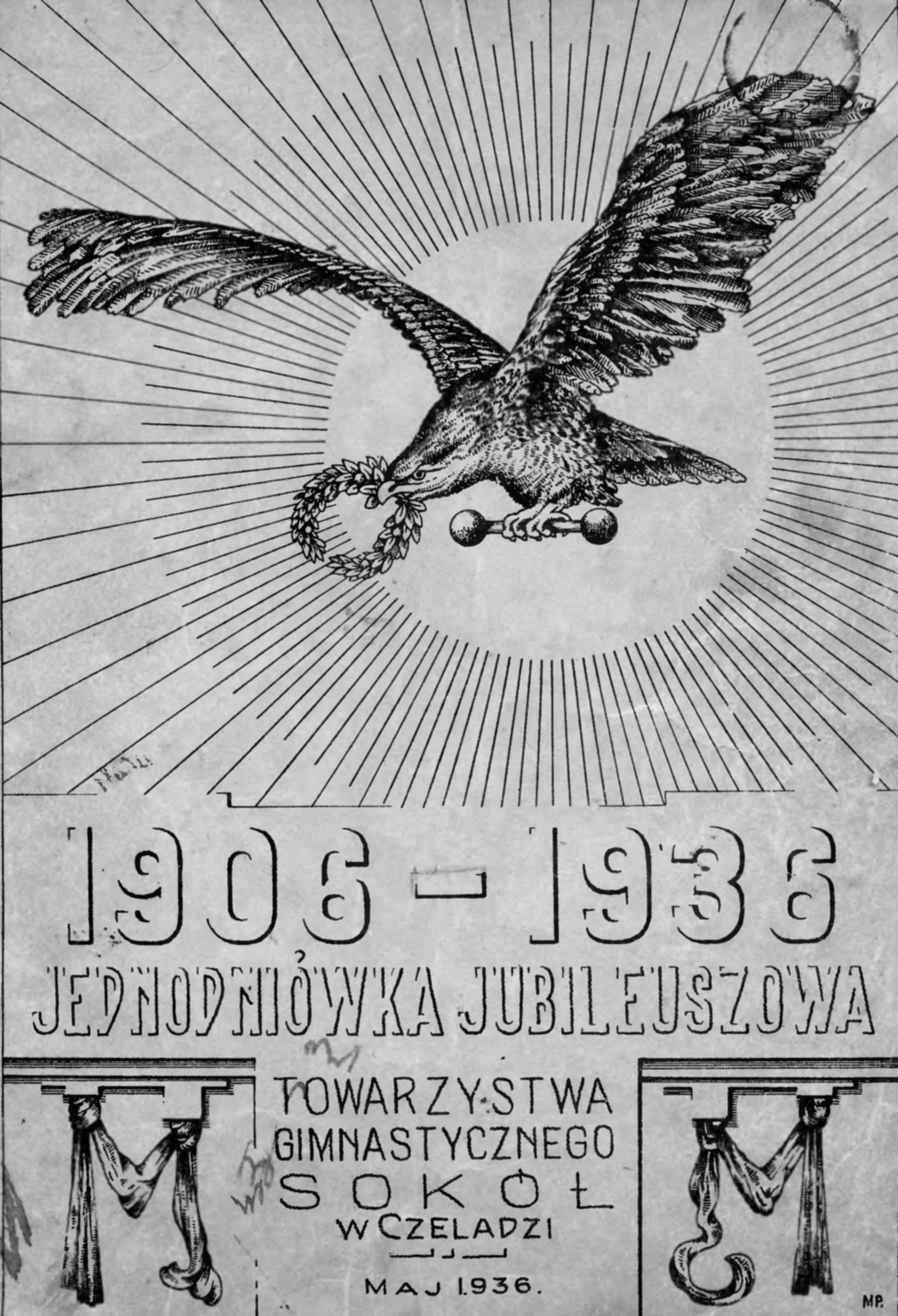
Jednodniówka wydana w 1936 roku w 30. lecie działalności TG Sokół w Czeladzi.

Oficjalnie jednak Towarzystwo Gimnastyczne Sokół w Czeladzi założone zostało w 1906 roku. Siedzibą organizacji początkowo było poddasze szkoły powszechnej kopalni węgla kamiennego „Saturn” – zwana potocznie „Na Skałce” lub „Na Saturnie”. Pierwszym prezesem był dr Stefan Falkowski, pierwszym naczelnikiem miejscowy nauczyciel Ludwik Kowalski. Oprócz nich zarząd tworzyli również ks. Bolesław Pieńkowski, felczer Józef Dudziński, Jakub Domański, Ignacy Śmieja, Jan Gawron, felczer Mieczysław Starzycki, Stefan Trząski, nauczyciel Jan Wieczorek oraz F. Zieliński.
Pierwsza inicjatywa zarządu nie była związana jednak z gimnastyką. Członkowie utworzyli kółko sceniczne i wystawili w „starej karczmie” w Czeladzi kilka sztuk teatralnych w tym m.in. jednoaktową sztukę pt. „Łobzowianie”, „Bożka opętanego”, „Młynarza i Kominiarza” oraz inne. W szkole „na Saturnie” prowadzono również zajęcia gimnastyczne, które wkrótce przeniesiono do prywatnego mieszkania znajdującego się na pierwszym piętrze domu pana Konarzewskiego. Bezpośrednio pod mieszkaniem, w którym odbywały się ćwiczenia gimnastyczne mieszkał rosyjski policjant.
Organizacje sokolskie działające w zaborze rosyjskim działały jednak półlegalnie i starały się cały czas o legalizację swojej działalności. Rosyjskie władze zaborcze były jednak niechętne polskim organizacjom społecznym. W ramach represji, które nastąpiły po stłumieniu przez carskie władze rewolucji 1905 roku, działalność Sokoła w Królestwie Polskim całkowicie zakazano w 1906 roku specjalnym zarządzeniem władz rosyjskich sygnowanym przez gubernatora Gieorgija Skałona.
„Sokół” w całym Królestwie Polskim przeszedł do konspiracji i w utajnionej formie przetrwał w Zagłębiu do wybuchu I wojny światowej. Czeladzki Sokół po niemal dwuletniej działalności zawieszony został dopiero 3 września 1907 roku, kiedy to wprowadzono w królestwie stan wojenny. Członkowie Sokoła postanowili jednak zmienić nazwę i założyć kolejną organizację na bazie poprzedniego towarzystwa pod nazwą „Kółko miłośników gimnastyki” co było wówczas powszechną praktyką wśród członków z rozwiązanych kół sokolskich. W Dąbrowie Górniczej na tej samej zasadzie członkowie rozwiązanego Sokoła założyli „Stowarzyszenie Atleta”, a w Sosnowcu „Piechura”.
W latach 1908–1909 organizacja zorganizowała salę do ćwiczeń gimnastycznych w klubie kopalni „Saturn”. Ćwiczeniami gimnastycznymi kierował Ludwik Kowalski. Gniazdo wykształciło także nowych instruktorów zwanych przodownikami, byli to: Teofil Bednarski, Konrad Mazurkiewicz, Zdzisław Czarnomski, Stefan Sperzyński, Franciszek Bednarski oraz inni. W 1909 prezesem organizacji został Józef Karney. W 1910 roku ok. 50 członków organizacji, w tym również kobiet, wzięło udział w zlocie Grunwaldzkim w Krakowie.
Członkowie Sokoła uczestniczyli również w szeregu wycieczek krajoznawczych oraz ćwiczeniach plenerowych. W 1914 roku wraz z członkami sokoła małopolskiego okręgu żywieckiego oraz innymi gniazdami sokolskimi z regionu Zagłębia Dąbrowskiego wzięli udział w ćwiczeniach w dolinie Wisły w okolicach Bielska.
Po wybuchu I wojny światowej jego struktury organizacyjne zostały ujawnione, a część członków wzięła w niej udział zasilając szeregi nowo powstających oddziałów jak Legiony Polskie.

### II RP

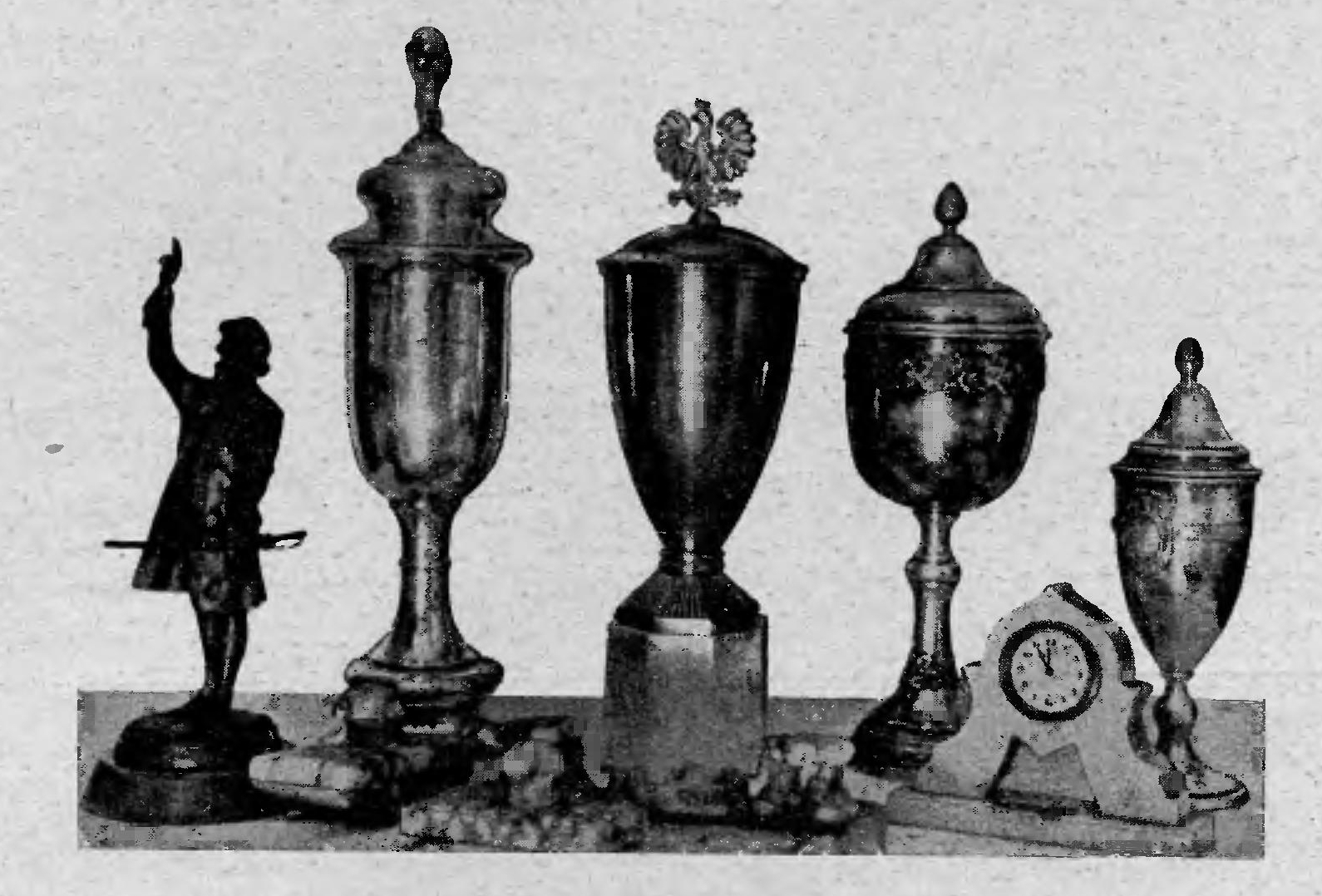
Nagrody sportowe zdobyte przez czeladzkich Sokołów w II RP w okresie międzywojennym.

W okresie II Rzeczypospolitej TGS w Czeladzi prowadziło ćwiczenia gimnastyczne w sali „na Saturnie”. Utworzone zostały nowe sekcje: lekkoatletyczna, szermierki, bokserska, ping-ponga, szachowa oraz gier ruchowych. Powstała również sekcja wycieczkowa organizująca wyjazdy krajoznawcze i kulturalno-oświatowa zajmująca się samokształceniem. Towarzystwo przez krótki okres miało nawet swoją własną orkiestrę symfoniczną.
TG Sokół posiadał w mieście własny lokal, w którym mieściła się świetlica oraz sala gimnastyczna. Organizował tam w okresie zimowym 3-4 razy w tygodniu ćwiczenia w poszczególnych sekcjach, a latem przenosił je na boisko znajdujące się w parku pod Borzechą.
Towarzystwo organizowało w mieście również szereg pokazów oraz imprez kulturalnych. W 1932 roku zorganizowało publiczne pokazy gimnastyczne w Czeladzi. W czasie imprezy odbyły się również korowody oraz pokazy tańca. Członkowie odtańczyli krakowiaka oraz mazura.
Przez 30. lat działalności do 1936 roku przez Towarzystwo Gimnastyczne Sokół w Czeladzi przeszło ok. 4000 członków. Przez cały ten okres organizację wspierał Zarząd Towarzystwa Górniczo-Przemysłowego „Saturn” z miejscowej kopalni węgla kamiennego.

### II wojna światowa i PRL
Działalność organizacji przerwał wybuch II wojny światowej, w czasie której członkowie Sokoła byli prześladowani zarówno przez III Rzeszę, jak i władze komunistyczne ZSRR. W okresie tym wielu działaczy sokolskich zabito w tym m.in. członka czeladzkiego Sokoła oraz działacza harcerskiego Zdzisława Czarnomskiego, który zamordowany został przez niemieckich nazistów w 1941 roku w Mauthausen-Gusen.
Po zakończeniu II wojny światowej członkowie, którzy ocaleli podjęli próby reaktywacji działalności, ale zakończyły się one niepowodzeniem w wyniku zakazu legalnej działalności przez komunistyczne władze Polskiej Rzeczypospolitej Ludowej. Zadecydowały o tym m.in. niepodległościowy charakter oraz przeważające wśród członków organizacji sympatie endeckie. W okresie powojennym członkowie Sokoła byli prześladowani przez władze komunistyczne.